# فاسيلي زفيوزدوشكين
فاسيلى بتروفيتش زفيوزدوشكين (1876-1956) هو حرفي روسي كان يعمل في الخراطة وحفر الخشب وصناعة الدمى، وينسب إليه فضل صناعة أول دمية ماتريوشكا روسية والتي جرى طلاؤها بعد ذلك على يد «سيرجي ماليوتن» في عام 1890.

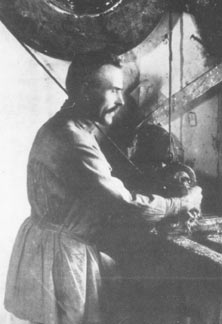
زفيوزدوشكين أثناء العمل
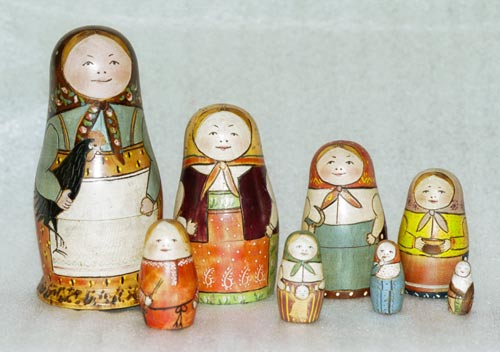
عرائس الماتريوشكا الأصلية لزفيوزدوشكين وماليوتن